# Mystek
 (février 2008).
Si vous disposez d'ouvrages ou d'articles de référence ou si vous connaissez des sites web de qualité traitant du thème abordé ici, merci de compléter l'article en donnant les références utiles à sa vérifiabilité et en les liant à la section « Notes et références ».
Mystek est le nom d'un personnage fictif dans l'univers de DC comics créé par Christophe Priest et Manny Clark dans The Ray v2 #12, (mai 1995). Il meurt dans Justice League Task Force #32, (février 1996).

## Biographie
Peu d'informations ont été révélées sur la vie de Mystek avant sa première confrontation avec The Ray. Seong était une jeune femme coréenne, née à Queens, New York, qui a préféré être appelée 'Barclay'. Son père a été impliqué dans un travail sensible et a été capturé (probablement par une certaine forme d'agence gouvernementale), provoquant sa crainte des agents fédéraux. Pendant un certain temps elle eut un allié nommé le Tan, qui fut tué. Au cours d'un incident indéterminé à Séoul, elle a développé une claustrophobie intense. Elle avait un ennemi nommé The War Locke, qu'elle a tué dans un  endroit appelé Empire Valley. Ingénieusement, son costume a été fabriqué avec des traits et un physique masculins, afin de cacher son identité féminine et ainsi faire croire que Mystek était un homme.

## Pouvoirs
Mystek peut manipuler l'énergie à un niveau subatomique, en utilisant le formulaire de quarks à haute tolérance élastique. Cet état d'hybridation de la matière n'était pas pure énergie, et était donc sans danger face à un ennemi immatériel. Elle pourrait utiliser n'importe quel appareil électronique, ce qui permet une augmentation de ses capacités, y compris le vol. Elle a aussi été capable d'utiliser ses pouvoirs sous la forme d'explosions d'énergie, et de lire les signatures magnétiques.